# Rutherglen
Rutherglen (schottisch-gälisch An Ruadh Ghleann) ist eine Kleinstadt im äußersten Nordwesten der schottischen Council Area South Lanarkshire am linken Clyde-Ufer. An den Nord- und Westflanken geht sie weitgehend nahtlos in die Stadt Glasgow über. Zu den umliegenden Ortschaften zählen East Kilbride und Hamilton.

## Geschichte
Die Legende zur Gründung Rutherglens beruft sich auf „Reuther“, einen kaledonischen Clanchef, der über die Ländereien geherrscht haben soll. Beda der Ehrwürdige identifizierte diesen als „Reuda“, unter dem um das Jahr 350 Übersiedlungen von der irischen Insel stattfanden. Ob diese Personen jedoch überhaupt einst existierten, ist nicht gesichert. Gesichert ist hingegen, dass sich bereits früh eine Siedlung am Standort befunden hat.
Bereits im Jahre 1126 erhielt Rutherglen die Rechte eines Royal Burghs. Damit zählt Rutherglen zu den frühesten schottischen Burghs. In der Folge entwickelte sich die Stadt als bedeutendes Handelszentrum, wurde in ihrer Entwicklung jedoch bald von Glasgow überflügelt. 1679 verlasen Covenanter die Deklaration von Rutherglen und verloren nur drei Wochen später in der Nähe die Schlacht von Bothwell Bridge.
In vergangenen Jahrhunderten zählten die Tuchherstellung durch handbetriebene Webstühle und der Kohlebergbau zu den Haupttätigkeiten in Rutherglen. Im frühen 19. Jahrhundert siedelte sich eine Werft am Rutherglenschen Clyde-Ufer an. Des Weiteren wurden dort Seife und Stahl produziert.
Im Zuge der Landreform 1975 wurde Rutherglen zu Glasgow eingemeindet. Mit der folgenden Reform 1996 wurde die Kleinstadt dann der Council Area South Lanarkshire zugeschlagen.

## Verkehr
Im Glasgower Umland gelegen, ist Rutherglen gut an das Straßennetz angeschlossen. Auf dem Stadtgebiet verlaufen die A724, die A728, die A730 sowie die A749. Die Autobahn M74 tangiert die Kleinstadt im Norden.
Ende der 1840er Jahre erhielt Rutherglen einen Bahnhof der Caledonian Railway. Die Bahnstrecke ist heute Teil der West Coast Main Line zwischen Glasgow und London. Der Bahnhof wird bis heute als Nahverkehrshalt betrieben. Ende des 19. Jahrhunderts wurde Rutherglen an das elektrifizierte Glasgower Straßenbahnnetz angeschlossen.

## Söhne und Töchter der Stadt
- William Gemmell Cochran (1909–1980), Statistiker
- Janet Brown (1923–2011), Schauspielerin
- Joseph Beltrami (1932–2015), berühmter Strafverteidiger
- Tom McGrath (1940–2009), Dramatiker und Musiker
- Thomas McAvoy, Baron McAvoy (1943–2024), Politiker (Labour Co-operative)
- Bobby Murdoch (1944–2001), Fußballspieler
- Dick Gaughan (* 1948), Folksänger
- Robbie Coltrane (1950–2022), Schauspieler
- Steve Archibald (* 1956), Fußballspieler
- John Mason (* 1957), Politiker (SNP)
- Marc Warren (* 1981), Golfspieler
- Steven Hammell (* 1982), Fußballspieler
- Craig Bryson (* 1986), Fußballspieler
- Chris Erskine (* 1987), Fußballspieler
- Richie Gray (* 1989), Rugby-Union-Spieler
- Lee Alexander (* 1991), Fußballtorhüterin
- Declan Gallagher (* 1991), Fußballspieler
- Kenny McLean (* 1992), Fußballspieler
- Jonny Gray (* 1994), Rugby-Union-Spieler
- Euan Murray (* 1994), Fußballspieler
- Stuart Findlay (* 1995), Fußballspieler